# Acronicta acerbata
Acronicta acerbata är en fjärilsart som beskrevs av Karl Schawerda 1931. Acronicta acerbata ingår i släktet Acronicta och familjen nattflyn. Inga underarter finns listade i Catalogue of Life.